# Bha Ulee Tutu
Bha Ulee Tutu is een bestuurslaag in het regentschap Aceh Besar van de provincie Atjeh, Indonesië. Bha Ulee Tutu telt 316 inwoners (volkstelling 2010).